# Joan Gamper
Joan Gamper (født 22. november 1877 i Winterthur, død 30. juli 1930 i Barcelona), også kendt som Joan Kamper, Hans Gamper, Johannes Gamper og Kans Kamper) var en schweizisk fodboldpioner, -spiller og -klubformand. Han grundlagde fodboldklubber i Schweiz og i Spanien, blandt andet FC Barcelona, og som formand var han med til at gøre denne klub til en af de førende klubber i Spanien.

## De tidlige år
Født som Hans-Max Gamper (hans moders fødenavn Haessig tilføjes normalt i spanske kilder) var han den ældste søn og det tredje af August og Rosine Emma Gampers fem børn. Hans mor døde af tuberkulose, da han var otte år gammel, og familien flyttede til Zürich. Som dreng var han en ferm cykelrytter og løber. Gennem hele livet elskede han alle sportsgrene, og han dyrkede ud over fodbold også rugby, tennis og golf. 
I Schweiz var han en højt anset fodboldspiller. Han var kaptajn for FC Basel, som han også var med til at danne, og var siden med til at danne og spille for både FC Excelsion Zürich og FC Zürich. I 1897 kom han i forbindelse med arbejde til Lyon i Frankrig, hvor han spillede rugby for Athletique Union.

## FC Barcelona grundlægges
I 1898 tog han til Barcelona for at besøge sin onkel, Emili Gaisser, som boede der. Han var på vej til Afrika for at starte nogle sukkerhandelsfirmaer, men han blev for begejstret for den spanske by og besluttede sig for at slå sig ned der. Han lærte senere at tale flydende katalansk og antog den katalanske version af sit navn, Joan Gamper. Han fik som bogholder arbejde hos Crédit Lyonnais, Sarria Jernbanen, og desuden fungerede han som sportsskribent, hvor han arbejdede for to schweiziske aviser. Han var medlem i den lokale Schweiziske Evangeliske kirke og begyndte at spille fodbold i det protestantiske lokalsamfund i Sarrià-Sant Gervasi-området. Han gik også i Gimnasion Solé og hjalp med at udgive et blad, Los Deportes.
Den 22. oktober 1899 indrykkede han en annonce i Los Deportes, hvor han bekendtgjorde, at han ville starte en fodboldklub. En positiv respons førte til et møde i Gimnasion Solé den 29. november hvor Football Club Barcelona kom til verden. Grundlæggerne omfattede en forsamling af schweiziske, britiske og spanske entusiaster. Det siges, at Joan Gamper hentede inspirationen til klubbens nu velkendte blaugrana farver hos FC Basel. Dog er andre schweiziske klubber han spillede for, foruden Merchant Taylors' School i Crosby, Merseyside, alle blevet fremhævet som inspirationskilder. Selvom Joan Gamper var den drivende kraft bag klubben, valgte han i starten blot at være menigt medlem af bestyrelsen samt kaptajn for holdet. Han var stadig kun 22 år gammel og ville koncentrere sig om at dyrke den sport. han elskede. Han spillede 48 kampe for FC Barcelona mellem 1899 og 1903 og scorede over 100 mål. I 1901 var han med på det hold, der vandt FC Barcelonas første titel, det katalanske mesterskab (Copa Macaya). I 1902 deltog han som spiller i den allerførste Copa del Rey-finale, hvor FC Barcelona tabte 2-1 til Club Vizcaya.

## Formandskab for klubben
I 1908 overtog Joan Gamper formandsposten i FC Barcelona for første gang, netop som klubben var tæt på at lukke. Flere af klubbens bedste spillere havde trukket sig tilbage, og var ikke blevet erstattet. Dette påvirkede klubbens resultater både på og udenfor banen. Klubben havde ikke vundet noget siden det katalanske mesterskab i 1905, hvilket påvirkede klubbens økonomi. Han var efterfølgende formand over fem omgange (1908-09, 1910-13, 1917-19, 1921-23 og 1924-25), og tilbragte i alt 25 år i klubledelsen. En af hans største bedrifter var at hjælpe FC Barcelona til at få sit eget stadion. Indtil 1909 spillede holdet på forskellige baner, uden at eje nogen af dem. Joan Gamper hentede penge hos lokale forretningsmænd, og den 14. marts 1909 flyttede klubben ind på Camp del Carrer Indústria, et stadion med en kapacitet til 6.000 tilskuere. Han satte også gang i en kampagne for at få flere medlemmer, og i 1922 havde klubben nået over 10.000 medlemmer. Dette medførte, at klubben flyttede igen, denne gang til Les Corts. Dette stadion havde indledningsvis plads til 20.000 tilskuere, hvilket senere blev udvidet til 60.000.
Joan Gamper hyrede også den legendariske spiller Paulino Alcántara, klubbens topscorer, og udnævnte i 1917 Jack Greenwell som manager. Alt dette medvirkede til, at klubben igen fik succes på banen, og under Joan Gampers ledelse vandt FC Barcelona 11 katalanske mesterskaber (nu Campionat de Catalunya), seks Copa del Rey og fire Coupe de Pyrenées, klubbens første guldalder. Foruden Alcántara omfattede Greenwells FC Barcelona også spillere som Sagibarbá, Ricardo Zamora, Josep Samitier, Félix Sesúmaga og Franz Platko.
Hans sidste formandsperiode sluttede kontroversielt og i en personlig tragedie. Den 24. juni 1925 buhede nogle FC Barcelona-fans ad den spanske nationalhymne og klappede derefter af God Save the King, som blev spillet af et besøgende band fra de britiske Royal Marines. Diktatoren Primo de Riveras regering anklagede derefter Joan Gamper for at promovere katalansk uafhængighed, og Les Corts blev lukket i seks måneder. Efter en periode med depression som følge af personlige problemer og pengeproblemer begik Gamper selvmord den 30. juli 1930.

## Eftermæle
I 1966 skabte den daværende FC Barcelona-formand, Enric Llaudet, Joan Gamper Trofæet til hans ære. Trofæet uddeles ved en turnering, der afholdes i forsæsonen med deltagelse af internationale hold som gæster, og turneringen bruges som regel af klubben til at præsentere holdet forud for den kommende sæson.
Klubben har også for evigt fredet han medlemsnummer, og byen Barcelona har opkaldt en gade efter ham, Carrer de Joan Gamper, i Les Corts kvarteret. I 2002 markerede klubben 125-årsdagen for hans fødsel.